# Antonius Ariantho
Antonius Budi Ariantho (Pekalongan, 3 de octubre de 1971) es un deportista indonesio que compitió en bádminton, en la modalidad de dobles. Participó en los Juegos Olímpicos de Atlanta 1996, obteniendo una medalla de bronce en la prueba de dobles.

## Palmarés internacional
| Juegos Olímpicos | Juegos Olímpicos         | Juegos Olímpicos  | Juegos Olímpicos |
| Año              | Lugar                    | Medalla           | Prueba           |
| ---------------- | ------------------------ | ----------------- | ---------------- |
| 1996             | Atlanta (Estados Unidos) | Medalla de bronce | Dobles           |